# Jutta Lange-Quassowski
Jutta-Barbara Lange-Quassowski (* 1944) ist eine deutsche Politikwissenschaftlerin (SPD).
Lange-Quassowski promovierte „über amerikanische Besatzungspolitik in Deutschland nach dem Zweiten Weltkrieg“ an der Universität Göttingen. Sie schrieb Artikel u. a. über das menschliche Leid im Nationalsozialismus und die Neue Rechte in den Vereinigten Staaten. Von 1978 bis mindestens 1998 war sie in der Elternarbeit und zehn Jahre als Kommunalpolitikerin für die SPD in Wallenhorst tätig.
Von 1981 bis 2006 leitete sie die Ernst-Strassmann-Stiftung u. a. für die Aufarbeitung der Naziverbrechen. 2005 wurde sie für ihr langjähriges ehrenamtliches Wirken u. a. im Bereich politische Bildung und für Flüchtlinge in Deutschland mit dem Verdienstkreuz am Bande ausgezeichnet.

## Werke
- Neuordnung oder Restauration? Das Demokratiekonzept der amerikanischen Besatzungsmacht und die politische Sozialisation der Westdeutschen. Opladen : Leske und Budrich, 1979.
- Schule in der Demokratie, Demokratie in der Schule? Roloff, Ernst-August, Stuttgart : Metzler, 1979.
- From dictatorship to democracy, Coping with the legacies of Authoritarianism and Totalitarianism. Herz, John H., Westport, Conn.: Greenwood Press, 1982.
- Gedenkstätten für Opfer des Nationalsozialismus, Historisch-politische Bildung an Orten des Widerstands. Lehrke, Gisela, Frankfurt am Main : Campus, 1988.
- Ein Teller Suppe für den Feind, Zeugnisse der Menschlichkeit mitten im Krieg. Pedak, Viktor, Essen : Klartext, 2002.
- Die Strassmanns, Schicksale einer deutsch-jüdischen Familie über zwei Jahrhunderte. Strassmann, Wolfgang Paul. Frankfurt am Main : Campus Verlag, 2006.
- The Strassmanns, Science, Politics And Migration in Turbulent Times, 1793–1993. Strassmann, Wolfgang Paul. New York: Berghahn Books, 2008.
- Eine bedeutende Ärztedynastie. Zusammen mit Schneider, Volkmar, Berlin : Hentrich & Hentrich, 2012.